# Guy Moussi
Pour les articles homonymes, voir Moussi.
Guy Moussi, né le 23 janvier 1985 à Bondy, est un footballeur français qui évolue au poste de milieu défensif.

## Carrière
Le 18 juillet 2011, il signe une prolongation à son contrat à Nottingham Forest pour trois saisons supplémentaires.
Le 14 novembre 2013 il est prêté au Millwall jusqu'à la fin de la saison. En novembre 2014 il s'engage avec Birmingham City puis, en février 2015, il rejoint le HJK Helsinki. Avec le club finlandais, il participe au tour préliminaire de la Ligue des Champions.

## Statistiques
| Saison      | Club              | Pays       | Championnat        | Coupes nationales |
| ----------- | ----------------- | ---------- | ------------------ | ----------------- |
| 2004 - 2005 | SCO Angers        | France     | 15 matchs / 1 but  | 2 matchs          |
| 2005 - 2006 | SCO Angers        | France     | 9 matchs           | -                 |
| 2006 - 2007 | SCO Angers        | France     | 32 matchs          | 1 match           |
| 2007 - 2008 | SCO Angers        | France     | 35 matchs / 1 but  | 6 matchs          |
| 2008 - 2009 | Nottingham Forest | Angleterre | 15 matchs          | 2 matchs          |
| 2009 - 2010 | Nottingham Forest | Angleterre | 27 matchs / 3 buts | 1 match           |
| 2010 - 2011 | Nottingham Forest | Angleterre | 32 matchs          | 2 matchs          |